# Мазур Василь Костянтинович
Василь Костянтинович Мазур (нар. 31 липня 1957) — міський голова міста Бердичів Житомирської області України до 2021 року.

## Біографія
Василь Костянтинович Мазур народився 31 липня 1957 року в селі Панасівка Козятинського району Вінницької області.
З 1981 року після закінчення Київського інституту харчової промисловості працював інженером-механіком на Бердичівському молокозаводі, головним інженером комбінату хлібопродуктів.
З 1987 по 1990 рік працював у промисловому відділі Бердичівського міськкому компартії.
З 1990 по 1997 роки працював на керівних посадах основних промислових підприємств Бердичева.
З 1997 року — заступник міського голови, з 1998 року — перший заступник міського голови Олексія Хилюка.
У 2002 році обраний на посаду міського голови міста Бердичів.
У 2006 році переобраний на другий термін.
У 2010 — висунутий Партією Регіонів та переобраний на третій термін.
У жовтні 2015 року — учетверте (висунутий «Блоком Петра Порошенка») обраний міським головою.
У 14 вересня 2007 року Папа Римський нагородив Василя Мазура Лицарським орденом Святого Георгія Великого І ступеня цивільного дивізіону. У наказі про нагородження, підписаного самим Папою Римським Бенедиктом XVI, говориться: лицарський орден Василю Мазуру вручено за особисті заслуги, добро, зроблене перед Святійшим Престолом та Святою Католицькою Церквою, а також із ласки Найвищого Священика..
Одружений, має дві доньки та чотирьох онуків.